# Manage
Managelà một đô thị ở tỉnh Hainaut. Tại thời điểm ngày 1 tháng 1 năm, 2006 Manage có dân số 22.341 người. Tổng diện tích là 19,60 km² với mật độ dân số là 1.140 người trên mỗi km².